# Куп Црне Горе у фудбалу 2010/11.
Такмичење за пети Куп Црне Горе у фудбалу 2010/11. у организацији Фудбалског савеза Црне Горе почео је 15. септембра 2010. утакмицама шеснаестине финала Купа.

## Систем такмичења
У завршном делу талмичења за Куп Црне Горе учествује 30 екипа и то:
12 клубова Прве лиге Црне Горе у такмичарској сезони 2009/10,
12 клубова Друге лиге Црне Горе у такмичарској сезони 2009/10,
финалисти Купа Јужне, Средње и Северне регије за сезону 2009/10.
Финалисти Купа Црне Горе за 2009/10. Рудар Пљевља и Будућност Подгорица су слободни у шеснаестини финала Купа
Утакмице шеснаестине финала играју се по једноструком Куп систему (једна утакмица).
Утакмице осмине финала, четвртфинала и полуфинала играју се по двеструком Куп систему (две утакмице).
Финална утакмица се игра по једноструком Куп систаму на Градском стадиону у Подгорици.
У случају нерешеног резултата код утакмица које се играју по једноструком куп систему у шеснаестини финала, одмах се изводе једанаестерци, а код финалне утакмице прво се играју два породужетка по 15 минута, па ако резултат и после тога остане нерешен изводе се једанаестерци.
Победник на утакмицма осмине финала, четвртфинала и полуфинала је екипа која је на обе утакмице дала више голова. Ако су екипе постигле исти број голова победник је екипа која је дала више голова у гостима У случају да је на обе утакмице постигнут истоветан резултат, победник се добија извођењем једанаестераца.
Победник Купа се пласира у друго коло квалификација за УЕФА Лигу Европе 2011/12.

## Парови и резултати
Прошлогодишњи финалиста Рудар Пљевља и Будућност Подгорица су слободни у шеснаестини финала Купа. Преосталих 14 утакмица је одиграно 15. септембра 2010, са изузетком утакмице Ком / Петровац, која је одложена до 22. септембра 2010.
| 1   | Петњица, Петњица       | 0 : 2          | Морнар, Бар                |
| 2.  | Сутјеска, Никшић       | 7 : 0          | Отрант, Улцињ              |
| 3.  | Могрен, Будва          | 3 : 0          | Јединство, Бијело Поље     |
| 4.  | Горња Зета, Подгорица  | 0 : 0 9:8 пен. | Грбаљ, Радановићи          |
| 5.  | Ибар, Рожаје           | 1 : 5          | Зета, Голубовци            |
| 6.  | Младост, Подгорица     | 3 : 1          | Братство, Цијевна          |
| 7.  | Бокељ, Котор           | 0 : 0 2:0 пен. | Ловчен Цетиње              |
| 8.  | Арсенал, Тиват         | 0 : 1          | Бар, Бар                   |
| 9.  | Полимље, Мурино        | 0 : 5          | Дечић, Тузи                |
| 10. | Беране, Беране         | 2 : 2 3:4 пен. | Пљевља 1997., Пљевља       |
| 11. | Забјело, Забјело       | 0 : 2          | Искра, Даниловград         |
| 12. | Црвена Стијена, Толоши | 0 : 0 7:6 пен. | Челик Никшић               |
| 13. | Цетиње, Цетиње         | 0 : 2          | Језеро Плав                |
| 14. | Ком, Подгорица         | 0 : 0 8:9 пен. | Петровац, Петровац на Мору |

## Осмина финала
Утакмимице су одигране 20. октобра и 3. новембра
| Утак. | Клуб, Место                | Укупан резултат | Клуб, Место            | 1. утак. 20. октобар | 2. утак. 3. новембар |
| ----- | -------------------------- | --------------- | ---------------------- | -------------------- | -------------------- |
| 1.    | Младост, Подгорица         | 1:2             | Дечић, Тузи            | 0:0                  | 1:2                  |
| 2.    | Рудар, Пљевља              | 4:2             | Црвена Стијена, Толоши | 2:0                  | 2:1                  |
| 3.    | Искра, Даниловград         | 1:4             | Сутјеска, Никшић       | 1:2                  | 0:2                  |
| 4.    | Зета, Голубовци            | 4:0             | Пљевља 1997., Пљевља   | 1:0                  | 3:0                  |
| 5.    | Петровац, Петровац на Мору | 5:0             | Језеро Плав            | 3:0                  | 2:0                  |
| 6.    | Горња Зета, Подгорица      | 0:10            | Будућност, Подгорица   | 0:4                  | 0:6                  |
| 7.    | Бокељ, Котор               | 0:4             | Могрен, Будва          | 0:3                  | 0:1                  |
| 8.    | Бар, Бар                   | 2:1             | Морнар, Бар            | 1:0                  | 1:1                  |

## Четвртфинале
| Утак. | Клуб, Место          | Укупан резултат | Клуб, Место                | 1. утак. 24. новембар | 2. утак. 8. децембар |
| ----- | -------------------- | --------------- | -------------------------- | --------------------- | -------------------- |
| 1.    | Рудар, Пљевља        | 2:1             | Сутјеска, Никшић           | 0:0                   | 2:1                  |
| 2.    | Дечић, Тузи          | 0:2             | Зета, Голубовци            | 0:0                   | 0:2                  |
| 3.    | Будућност, Подгорица | 0:2             | Петровац, Петровац на Мору | 0:0                   | 0:2                  |
| 4.    | Бар, Бар             | 2:3             | Могрен, Будва              | 1:1                   | 1:2                  |

## Полуфинале
| Утак. | Клуб, Место   | Укупан резултат | Клуб, Место                | 1. утак. 13. април | 2. утак. 27. април |
| ----- | ------------- | --------------- | -------------------------- | ------------------ | ------------------ |
| 1.    | Рудар, Пљевља | 3:2             | Зета, Голубовци            | 1:0                | 2:2                |
| 2.    | Могрен, Будва | 4:0             | Петровац, Петровац на Мору | 2:0                | 2:0                |

## Финале
Утакмимица је одиграна у Подгорици 25. маја 
| Утак. | Клуб, Место   | Укупан резултат             | Клуб, Место   |
| ----- | ------------- | --------------------------- | ------------- |
| 1.    | Рудар, Пљевља | 1:1 прод. 2:2 5:4 пен.- 7:6 | Могрен, Будва |

| Победник Купа Црне Горе у фудбалу 2010/11. |
| ------------------------------------------ |
| ФК Рудар Пљевља 3. титула                  |